# Editora Pimenta de Mello
A Editora Pimenta de Mello foi uma editora brasileira localizada no Rio de Janeiro, que exerceu suas atividades entre 1845 e 1937.

## Histórico
A editora foi fundada em 1845, na Rua Sachet nº 34, no Rio de Janeiro. Em 1926, a Pimenta de Mello & Cia imprime “Cinearte”, a 1ª revista brasileira em offset. A editora encerrou suas atividades em 1937.

## Lista parcial de obras
- A Competência dos Tribunais Militares, Chrysólito de Gusmão, 1914
- Formulario Pratico de Medicina, Mario César de Freitas Rangel, 1933
- Impressões de Estágio, Major J. B. Magalhães
- Apontamentos de chimica geral, Leonel Franca, 1933
- Canto da Minha Terra, Olegário Mariano, 1ª edição
- Cocaína, Álvaro Moreira, 1924.
- Lanterna Verde, Felippe d’Oliveira, 1926.